# تصاحب خصمانه
تصاحب خصمانه (انگلیسی: Hostile Takeover) در کسب و کارها، به تصاحب شرکت (شرکت هدف) توسط شرکت دیگری (خریدار) گویند، که بدون توافق و مذاکرات قبلی انجام شود. در این روش شرکت تصاحب‌گر (خریدار) با خریداری سهام شرکت هدف در بورس اوراق بهادار و افزایش سهام خود در شرکت هدف یا از طریق تغییر مدیریت در شرکت هدف و تأیید خرید از طریق مدیریت، تصاحب را انجام می‌دهد. خصوصیت اصلی در تصاحب خصمانه عدم رضایت مدیریت شرکت هدف، در ادغام یا فروش شرکت است. روش‌های متعددی برای دفاع در برابر تصاحب خصمانه وجود دارد که عبارتند: از روش قرص سمی، روش مرد چاق و روش چتر نجات طلایی.